# 耶路撒冷希伯來大學

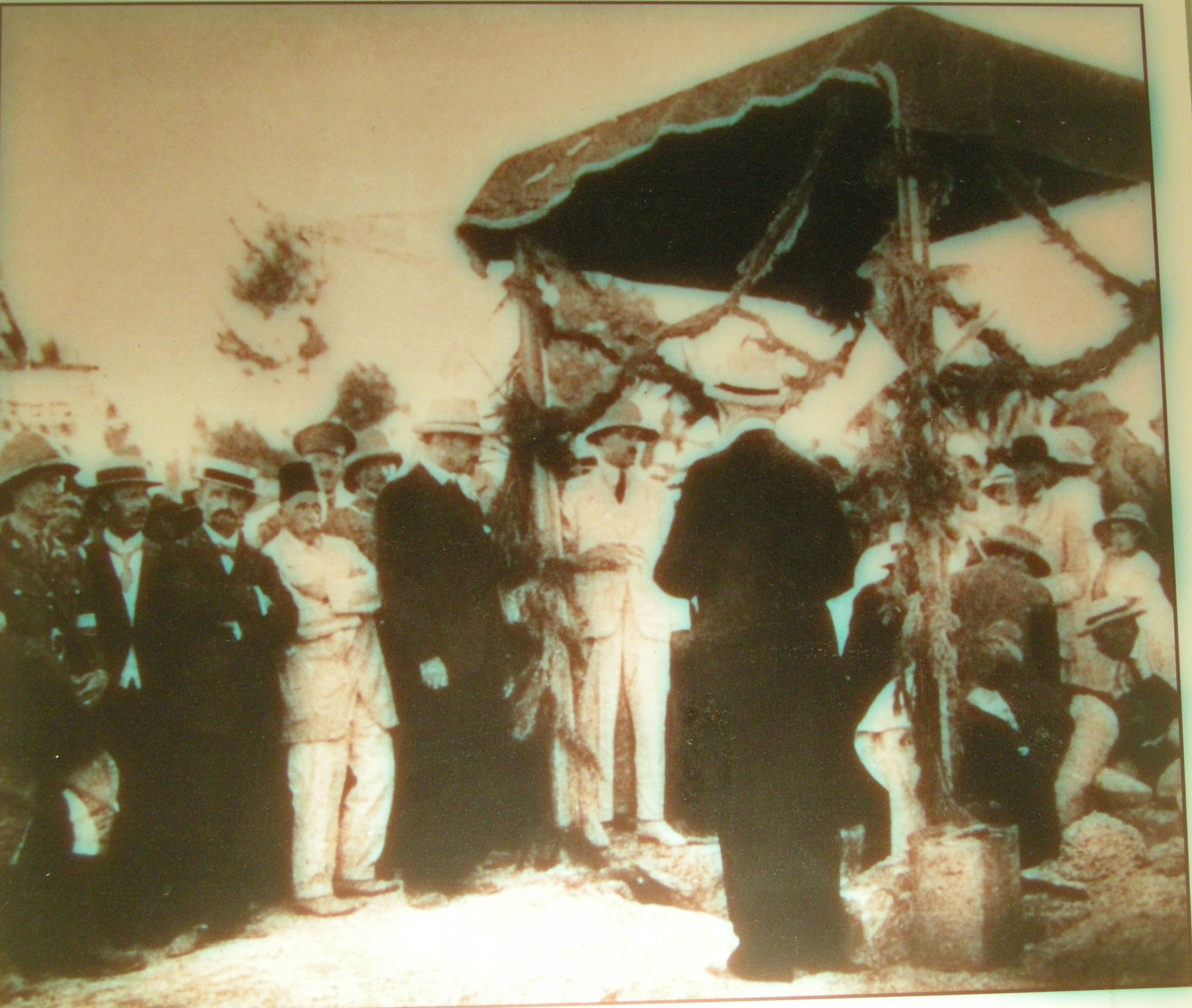
1918年在斯科普斯山的奠基仪式

31°46′33″N 35°12′00″E / 31.77583°N 35.20000°E
耶路撒冷希伯来大學（希伯來語：‎，羅馬化：；阿拉伯语：-{الجامعة العبرية في القدس
}-‎，Al-Jāmiʿah al-ʿIbriyyah fil-Quds; abbreviated HUJI）是在以色列繼以色列理工學院之後建立的第二所大学。截止2018年10月，希伯来大学的校友、教授及研究人员中，共有15位诺贝尔奖得主、2位菲尔兹奖得主、3位图灵奖得主。

## 历史
1918年筹建，1925年建成。希伯来大学目前设有文学院、社会科学院、理学院、农学院、医学系科、牙医学院和法学院等院系。希伯来大学包含斯科普司山校区（主校区）、吉瓦特拉姆校区、雷霍伏特校区、英科雷姆校区四个校区。在吉瓦特拉姆校区建有世界最大的犹太研究图书馆。
第一届希伯来大学董事会理事成员包括阿尔伯特·爱因斯坦、西格蒙德·弗洛伊德、马丁·布伯和哈伊姆·魏茨曼。有四位以色列总理曾毕业于希伯来大学。在近十年中，有五位毕业生获诺贝尔奖，一位获菲尔兹奖。

## 排名
希伯来大学在2015年QS世界大学排名中位于148名。

## 画廊
| - 耶路撒冷希伯來大學環境 - 斯科普斯山校區建物：左側是入口處與法蘭克辛納屈餐廳、右前方是弗蘭克·西納特拉國際學生中心 - 斯科普斯山校區建物：羅斯伯格圓形劇場 - 斯科普斯山校區建物：比撒列艺术设计学院 - 吉瓦特－拉姆校區建物：以色列国家图书馆 - 吉瓦特－拉姆校區建物：希伯来语科学院 - 以色列国家植物园 |